# Гидропиролиз
Гидропиролиз — это разложение (пиролиз) органических соединений при высоких температурах в присутствии воды.
В последнее время считается, что образование ископаемого топлива из высокомолекулярных соединений под землей под высоким давлением происходит с участием воды в условиях более низкой температуры и более эффективно.
Гидропиролиз относится к термическому разложению (термолизy), которое происходит, когда органические соединения нагревают до высоких температур в присутствии воды.
Во многих процессах Гидропиролиза в жидкой фазе используется перегретая вода, в то время как для парового крекинга используется вода в газовой фазе. Паровой крекинг используется в нефтяной промышленности для производства более легких алкенов.
Гидропиролиз может быть значительным процессом в создании ископаемого топлива. Простой нагрев без воды, безводный пиролиз долгое время считался естественным во время катагенеза керогенов в ископаемое топливо. В последние десятилетия было обнаружено, что вода под давлением вызывает более эффективное расщепление керогенов при более низких температурах, чем без него. Соотношение изотопов углерода в природном газе также предполагает, что водород из воды был добавлен во время создания газа.
Патент США 2177557 описывает двухстадийный процесс, в котором смесь воды, древесной щепы и гидроксида кальция на первой стадии нагревается при температурах в диапазоне от 220 до 360 ° C (от 428 до 680 ° F). с давлением «выше, чем у насыщенного пара при используемой температуре». Это производит «масла и спирты», которые собираются. Затем материалы на второй стадии подвергают сухой перегонке, при которой образуются «масла и кетоны». Температуры и давления для этой второй стадии не раскрываются.
Zhang et al., из Университета Иллинойса, сообщают о процессе гидролизного пиролиза, при котором навоз свиней превращается в масло путем нагревания навоза свиней и воды в присутствии окиси углерода в закрытом контейнере. Для этого процесса они сообщают, что для преобразования свиного навоза в масло требуются температуры не менее 275 ° C, а температуры выше примерно 335 ° C уменьшают количество добываемой нефти.